# Bridge of the Gods
Bridge of the Gods (en español: Puente de los dioses) es un puente cantílever de acero que atraviesa el río Columbia entre Cascade Locks, Oregón y el estado de Washington, cerca de North Bonneville. Está aproximadamente a 40 millas (64 km) al este de Portland, Oregón, y 4 millas (6,4 km) río arriba de la presa de Bonneville. Es un puente de peaje operado por el puerto de Cascade Locks.

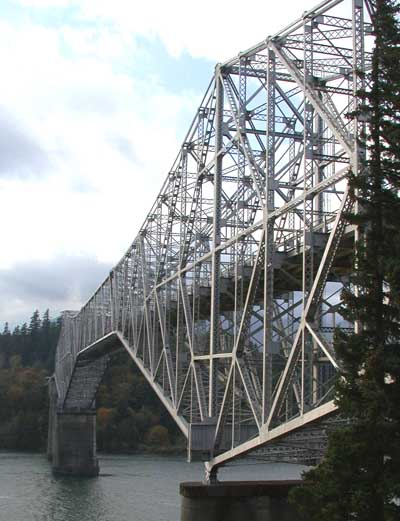
Vista del Bridge of the Gods

El puente fue completado por Wauna Toll Bridge Company y se abrió en 1926 a una longitud de 1127 pies (344 m). Los niveles más altos del río como resultado de la construcción de la presa de Bonneville requirieron que el puente se elevara más en 1940 y se extendiera a su longitud actual de 1858 pies (566 m). Columbia River Bridge Company de Spokane, Washington, adquirió la propiedad del puente en 1953 por 735 000 dólares. La comisión del puerto de Cascade Locks actualmente opera el puente.

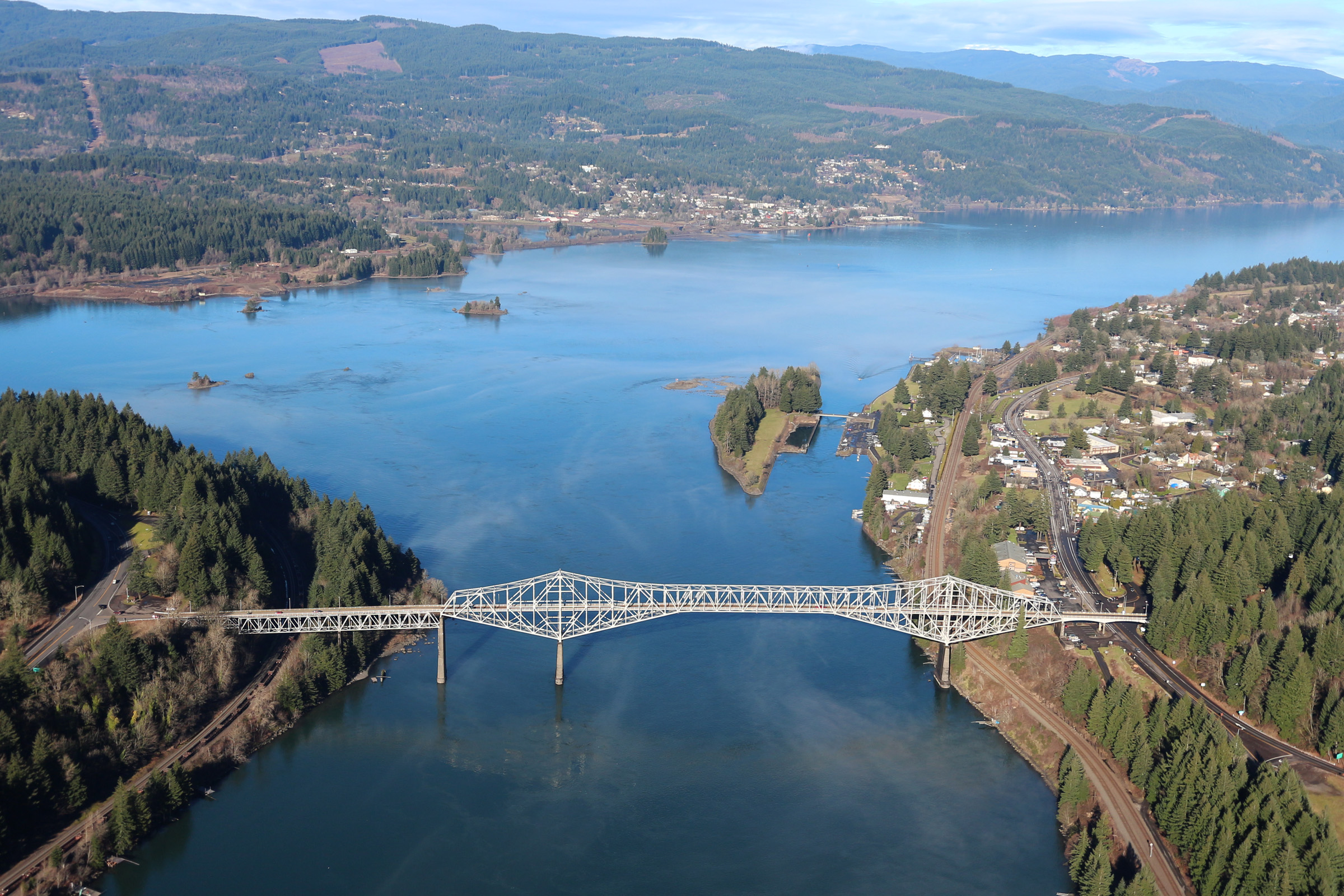
vista aérea del Bridge of the Gods en enero de 2015

El puente lleva el nombre de una historia geológica también conocida como Bridge of the Gods, una leyenda local de los americanos nativos en Oregón.
El sendero de la cresta del Pacífico cruza el río Columbia en el Bridge of the Gods, y la elevación más baja del sendero está en este.
En septiembre de 1927, espectadores vieron a Charles Lindbergh volar el Spirit of St. Louis de Portland debajo sobre el nuevo puente y luego de un barnstorming, giró 180 grados y voló de regreso debajo del puente, continuando hacia el aeropuerto de Portland, ubicado en Swan Island.
El peaje del puente se incrementó a $2 dólares por cruce debido al aumento del tráfico en el puente después del éxito de la película Alma salvaje (2014), que atrajo a numerosos visitantes.